# ボストン・ユナイテッドFC
ボストン・ユナイテッド・フットボール・クラブ（Boston United Football Club）はイングランド・リンカンシャー州・ボストンを本拠地とするサッカークラブチームである。2012-2013シーズンはカンファレンス・ノース（6部相当）に所属。

## タイトル

### 国内タイトル
- フットボールカンファレンス:1回

2001-2002
- サウザンリーグ:1回

1999-2000
- ノーザンプレミアリーグ:6回

1972-1973,1973-1974,1975-1976,1976-1977,1997-1998,2009-2010
- ユナイテッドカウンティーズリーグ:1回

1965-1966
- リンカンシャー・シニアカップ:1回

2005-2006

### 国際タイトル
- なし

## クラブ記録
最多観客動員試合
- 11,000人 vs ダービー・カウンティ FAカップ3回戦・再試合 1974.1.9

最多得点勝利試合（リーグ）
- 6-0 vs シュルーズベリー・タウン 2002.12.21

最多失点敗戦試合
- 0-6 vs グリムズビー・タウン 2007.2.3